# Andrzej Samuel
Andrzej Samuel (ur. początek XVI w. w Krakowskiem, zm. w czerwcu 1549 w Kwidzynie) – dominikanin, następnie polski duchowny luterański, pisarz i działacz reformacyjny. W 1603 roku jako autor trafił do pierwszego polskiego Indeksu Ksiąg Zakazanych powstałego z inicjatywy biskupa Bernarda Maciejowskiego.

## Życiorys
Gdzie i kiedy wstąpił do zakonu, źródła nie podają. Studiował przypuszczalnie we Włoszech, w roku 1532 (według H. Barycza) uzyskał tytuł bakałarza sztuk wyzwolonych na Akademii Krakowskiej. Od grudnia roku 1540 był kaznodzieją przy kościele farnym Św. Marii Magdaleny w Poznaniu, ciesząc się dużą popularnością. Już w roku 1541 został oskarżony o propagowanie luteranizmu. Wprawdzie podejrzenia oficjalnie oddalił sąd biskupi, jednak Samuel nie powrócił już na ambonę i udał się (1542) na dalsze studia do Wittenbergi i Lipska. W Lipsku w roku 1543 zyskał tytuł doktora teologii. Tam też poślubił Annę z d. Gunterad, córkę miejscowego patrycjusza. Do Polski przesyłał literaturę luterańską, którą kolportował Jan Seklucjan. Utrzymywał kontakty z księciem Albrechtem Hohenzollernem, który proponował mu objęcie katedry teologii na uniwersytecie w Królewcu. W 1543 r. przebywał wraz z księciem w Poznaniu i wyjechał wraz z nim do Prus. W roku 1544 jego pisma teologiczne zostały potępione przez senat, a na Samuela wydano wyrok śmierci. W Prusach był duchownym w Dąbrównie i w Pasymiu. Jego polskie i łacińskie pisma teologiczne niemal całkowicie przepadły.

## Twórczość
- Quaestio subscripta cum conclusionibus sibi adnexis, powst. w Lipsku 1542, ogł. I. Warmiński Andrzej Samuel i Jan Seklucjan, Poznań 1906, s. 486–488, (tzw. Tezy Samuelowe), rękopis znajdował się w Państwowym Archiwum w Królewcu, Herzogl. Briefarch. A. 4.
- Dziełka teologiczne, najwcześniejsze luterskie polskie, według przypuszczenia A. Brücknera drukowane w Wittenberdze – druk dotąd nieodnaleziony

## Listy
- Do księcia Albrechta, dat.: 13 czerwca 1542; 24 lutego, 4 lipca, 7 września 1543; do Speratusa, dat. 27 grudnia 1543; ogł. I. Warmiński Andrzej Samuel i Jan Seklucjan, Poznań 1906, s. 488–494, 517.